# La instrucción de la mujer

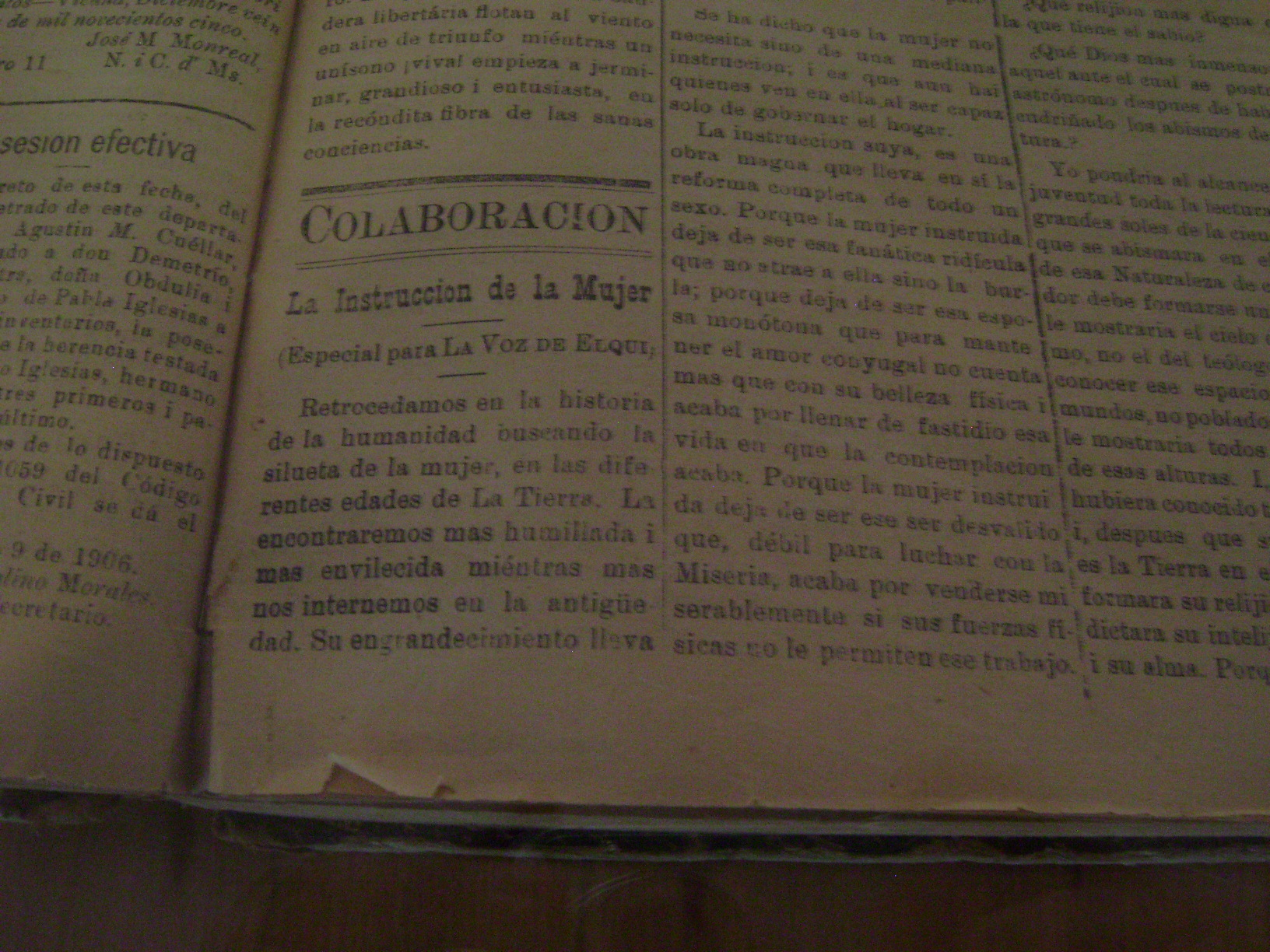
Publicación original "La Instrucción de la Mujer" en el diario La Voz del Elqui de Vicuña por Lucila Godoy Alcayaga (Gabriela Mistral) en 1906

La Instrucción de la Mujer es un artículo realizado por la poetisa, diplomática y educadora chilena Lucila Godoy Alcayaga, conocida posteriormente por su seudónimo Gabriela Mistral, al diario La Voz del Elqui de Vicuña publicado el día jueves 8 de marzo de 1906 en la edición N°988.

## Historia
Mientras ejercía su labor docente, Lucila Godoy Alcayaga publicaba en distintos periódicos sus primeros aportes literarios y opiniones en diarios de La Serena, Coquimbo y Vicuña. De sus colaboraciones, se destaca La Instrucción de la Mujer como una declaración de que la mujer, a través de la educación, podrá lograr valerse por sí misma, ser una compañera del hombre y no su esclava.

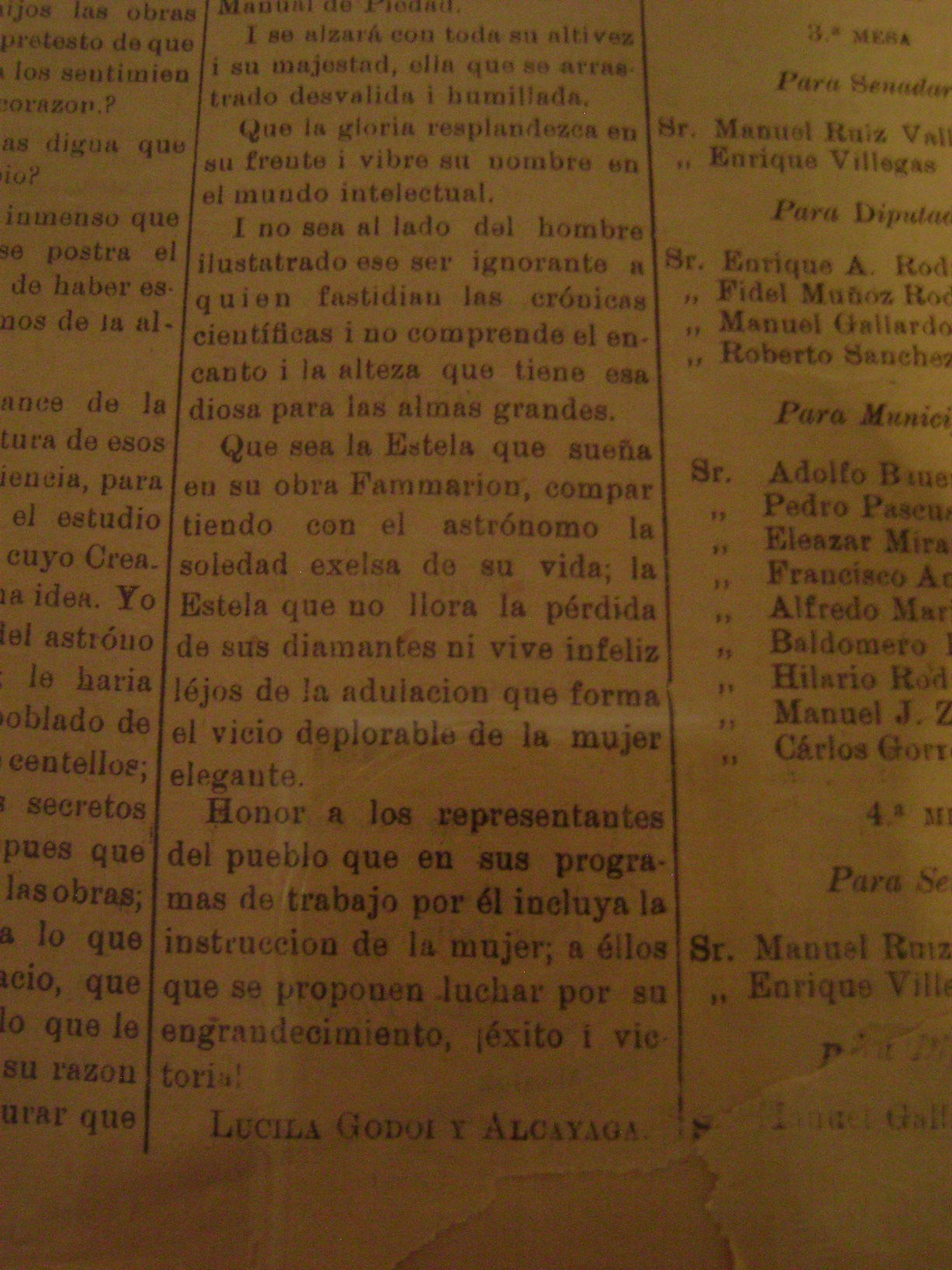
Artículo firmado por Lucila Godoy Alcayaga en el diario La Voz del Elqui de Vicuña en el año 1906

## La Instrucción de la Mujer
Retrocedamos en la historia de la humanidad buscando la silueta de la mujer, en las diferentes edades de la Tierra. La encontraremos humillada y más envilecida mientras más nos internemos en la antigüedad. Su engrandecimiento lleva la misma marcha de la civilización; mientras la luz del progreso irradia más poderosa sobre nuestro globo, ella, agobiada, va irguiéndose más y más.

Y, es que a medida que la luz se hace en las inteligencias, se va comprendiendo su misión y su valor y hoy ya no es la esclava de ayer sino la compañera igual. Para su humillación primitiva, ha conquistado ya lo bastante, pero aun le queda mucho que explorar para entonar un canto de victoria.
Si en la vida social ocupa un puesto que le corresponde, no es lo mismo en la intelectual aunque muchos se empeñen en asegurar que ya se ha obtenido bastante; su figura en ella, si no es nula, si demasiado pálida.
Se ha dicho que la mujer no necesita sino una mediana instrucción; y es que aun hay quienes ven en ella al ser capaz solo de gobernar el hogar.
La instrucción suya, es una obra magna que lleva en si la reforma completa de todo un sexo. Porque la mujer instruida deja de ser esa fanática ridícula que no atrae a ella sino la burla; porque deja de ser esa esposa monótona que para mantener el amor conyugal no cuenta más que con su belleza física y acaba por llenar de fastidio esa vida en que la contemplación acaba. Porque la mujer instruida deja de ser ese ser desvalido que, débil para luchar contra la Miseria, acaba por venderse miserablemente si sus fuerzas físicas no le permiten ese trabajo.
Instruir a la mujer es hacerla digna y levantarla. Abrirle un campo más basto de porvenir, es arrancar a la degradación de sus víctimas.
Es preciso que la mujer deje de ser mendiga de protección; y pueda vivir sin que tenga que sacrificar su felicidad con uno de los repugnantes matrimonios modernos; o su virtud con la venta indigna de su honra.
Porque casi siempre la degradación de la mujer se debe a su desvalimiento.
¿Por qué esa idea torpe de ciertos padres, de apartar de las manos de sus hijos las obras científicas con el pretexto de que cambie su lectura los sentimientos religiosos del corazón?
¿Qué religión más digna que la que tiene el sabio?
¿Qué Dios más inmenso que aquel ante el cual se postra el astrónomo después de haber escudriñados los abismos de la altura?
Yo pondría al alcance de toda la juventud toda la lectura de esos grandes soles de la ciencia, para que se abismara en el estudio de esa Naturaleza de cuyo Creador debe formarse una idea. Yo le mostraría el cielo del astrónomo, no del teólogo; le haría conocer ese espacio poblado de mundos, no poblado de centellos; le mostraría todos los secretos de esas alturas. Y, después que hubiera conocido todas las obras; y, después que supiera lo que es la Tierra en el espacio, que formara su religión de lo que se le dictara su inteligencia, su razón y su alma. ¿Por qué asegurar que la mujer no necesita sino una instrucción elemental?
En todas las edades del mundo en que la mujer ha sido la bestia de los bárbaros y la esclava de los civilizados, ¡cuánta inteligencia perdida en la oscuridad de su sexo!, ¡cuántos genios no habrán vivido en la esclavitud vil, inexplotados, ignorados! Instrúyase a la mujer; no hay nada en ella que le haga ser colocada en un lugar más bajo que el del hombre.
Que lleve una dignidad más en el corazón por la vida: la dignidad de ilustración.
Que algo más que la virtud le haga acreedora al respeto, la admiración y el amor.
Tendréis en el bello sexo instruido, menos miserables, menos fanáticas y menos mujeres nulas.
Que con todo su poder, la ciencia que es Sol, irradie de su cerebro.
Que la ilustración le haga conocer la vileza de la mujer vendida, la mujer depravada. Y le fortalezca para las luchas de la vida.
Que pueda llegar a valerse por sí sola y deje de ser aquella criatura que agoniza y miseria si el padre, el esposo o el hijo no lo ampara.
¡Más porvenir para la mujer, más ayuda!
Búsquesele todos los medios para que pueda vivir sin mendigar la protección.
Y habrás así menos degradadas. Y habrás así menos sombra en esa mitad de la humanidad. Y, más dignidad en el hogar. La instrucción hace noble los espíritus bajos y les inculca sentimientos grandes.
Hágasele amar la ciencia más que las joyas y las sedas.
Que consagre a ella los mejores años de su vida. Que los libros científicos se coloquen en sus manos como se coloca el Manual de la Piedad.
Y se alzará con toda la altivez y su majestad, ella que se ha arrastrado desvalida y humillada.
Que la gloria resplandezca en su frente y vibre su nombre en el mundo intelectual.
Y no sea al lado del hombre ilustrado ese ser ignorante a quien fastidian las crónicas científicas y no comprende el encanto y la alteza que tiene esa diosa para las almas grandes.
Que sea la Estela que sueña en su obra Fammarion; compartiendo con el astrónomo la soledad exelsa de su vida; la Estela que no llora la pérdida de sus diamantes ni vive infeliz lejos de la adulación que forma el vicio deplorable de la mujer elegante.

Honor a los representantes del pueblo que en sus programas de trabajo por él incluya la instrucción a la mujer; a ellos que proponen luchar por su engrandecimiento, ¡éxito y victoria!
Lucila Godoy Alcayaga